# Правова система Сирії
Правова система Сирії — це змішана правова система, що є поєднанням переважно французького права, на якому заснована більшість галузей законодавства, мусульманського права – переважно у питаннях особистого статусу та ідей арабського соціалізму.

## Зародження правової системи Сирії
Правова система Сирії є специфічною: вона об’єднала в собі французьке право, на якому заснована більшість галузей законодавства, мусульманське право, а саме питання особистого статусу (наприклад шлюб, сім’я, спадщина тощо) та ідеї арабського соціалізму.
П.2 ст. 3. Конституції  встановлює мусульманське право (фікх) як основне джерело законодавства. Мусульманське право тут слід розуміти як доктрину - твори, в яких викладено основні норми та принципи мусульманського права в матеріальному сенсі. Воно застосовується до всіх справ у шаріатських судах, в яких хоча б одна сторона є мусульманином.
Французьке законодавство почало рецепіюватися на території Сирії з часів Османської імперії. Після її розпаду у 1918 р. Сирія попала під мандат Франції рішенням Ліги Націй 1922 р. Спочатку вплив французького права був незначним, але він став посилюватися після Другої світової війни, коли для створення права Сирії використали єгипетські кодекси, що перебували в рамках романо-германської традиції. У цей період було прийнято багато кодексів, серед яких: ЦК 1949 р., Торговельний кодекс 1949 р., Кодекс морської торгівлі 1950 р., Кримінальний кодекс 1949 р., Військовий кримінальний та процесуальний кодекс 1950 р., КПК 1950 р., ЦПК 1950 р. та два Трудових кодекси, перший 1949 р., та 1959 р., який замінив попередній.
Після того, як до влади в Сирії прийшла «Баас» (Партія арабського соціалістичного відродження) почалось будування соціалізму. «Велика Арабська революція є необхідною і продовжує необхідність досягнення устремлінь арабської нації до єдності, свободи і соціалізму. Революція в Сирійській Арабській Республіці є частиною загальної арабської революції. Її політика у всіх областях випливає на загальну стратегію арабської революції» - так говориться в преамбулі Конституції Сирії 1973 р.. 
З прийняттям Конституції 1973 р. впроваджувались загальноприйняті у світовому суспільстві принципи. Наприклад, ст. 38. – «Кожен громадянин має право вільно і відкрито висловлювати свої погляди усно, в письмовій формі, абож за допомогою решти засобів вираження. Він також має право брати участь в спостереженні і конструктивно критикувати в манері, яка має на меті захистити розумність внутрішньої і націоналістичної структури і зміцнити соціалістичну систему. Держава гарантує свободу друку і публікації відповідно до закону»; або ж інша – ст. 47. – «Держава гарантує культурні, соціальні послуги, послуги для здоров'я. Особливо зобов'язується надавати ці послуги до села». Але, більшість цих принципів існувала лише формально.